# 豊橋市立大清水小学校
豊橋市立大清水小学校（とよはししりつ おおしみずしょうがっこう）は、愛知県豊橋市南大清水町にある公立小学校。

## 校区
大清水町の大部分、南大清水町の一部、野依台2丁目などが校区であり、公立中学校の進学先は豊橋市立南稜中学校である。

## 沿革
大清水小学校は、1958年に豊橋市立植田小学校大清水分校が独立して開校している。校区の多くは旧・大日本帝国陸軍大清水飛行場跡地であり、戦後開拓により開墾が行われた。開拓民の児童のために設置された経緯がある。

### 年譜
- 1946年（昭和21年）9月 - 植田国民学校大清水分教場として設置される。校舎は旧・大清水飛行場の兵舎を転用する。1-3年生が通学する。
- 1947年（昭和22年）4月1日 -
  - 豊橋市立植田小学校大清水分校に改称する。1-3年生が通学する。
  - 豊橋市立南部第二中学校大清水分教場を併設する。
- 1948年（昭和23年）4月 - 南部第一中学校と南部第二中学校が統合され、豊橋市立南部中学校となり、南部第二中学校大清水分教場を廃止する。
- 1954年（昭和29年）2月 - 現在地に校舎を新築する。
- 1955年（昭和30年）3月 - 校舎を増築する。
- 1956年（昭和31年）4月 - 1-4年生の通学となる。
- 1957年（昭和32年）4月 - 1-5年生の通学となる。
- 1958年（昭和33年）4月 - 豊橋市立大清水小学校として独立し、開校する[1]。
- 1971年（昭和46年）
  - 1月 - 新校舎（鉄筋コンクリート造）が完成する。
  - 10月 - 校舎を増築する。
- 1972年（昭和47年）7月 - プールが完成する。
- 1973年（昭和48年）11月 - 校舎を増築する。
- 1974年（昭和49年）12月 - 体育館が完成する。
- 1975年（昭和50年）11月 - 校舎を増築する。
- 1978年（昭和53年）12月 - 校舎を増築する。
- 1984年（昭和59年）4月 - 豊橋市立富士見小学校を分離する[1]。

## 交通アクセス
- 豊橋鉄道渥美線大清水駅下車、徒歩約5分。

## 周辺施設
- 愛知県立豊橋南高等学校
- 豊橋市立富士見小学校
- 豊橋南プラザ
- 豊橋大清水郵便局
- 蒲郡信用金庫大清水支店
- 豊川信用金庫大清水支店
- 豊橋元町病院
- 豊橋鉄道渥美線大清水駅